# Мышевидки
Мышевидки, кистехвостые сумчатые крысы или сумчатые сони (лат. Phascogale) — род австралийских сумчатых. Выделяются два вида: P. tapaotafa и P. calura. Латинское название рода было придумано в 1824 году голландским зоологом Конрадом Якобом Темминком.

## Распространение
Мышевидки распространены на территории почти всей Австралии. Больше всего они встречаются в юго-западной части штата Западная Австралия, в северной части континента, на восточном берегу Австралии, а также в южной части штата Виктория.

## Внешний вид
Внешне мышевидки очень напоминают обычных мышей, тем не менее, их хвосты покрыты длинным чёрным мехом. Окраска верха носит чёрный цвет, а низа — белый цвет. Кроме размеров, различные виды мышевидок различаются также цветом корня хвоста: у крупных видов он серого цвета, у более мелких — рыжий. Длина тела крупных видов мышевидки составляет от 16 до 23 см, а масса колеблется от 110 до 240 граммов. Длина тела более мелких видов — от 9 до 12 см, а масса — на 40—70 граммов меньше. Размер хвоста у различных видов схожий.

## Образ жизни
Мышевидки ведут древесный образ жизни и встречаются от тропических лесов Квинсленда до лесов достаточно засушливых регионов Австралии. Активны в сумерки и ночью, а в дневное время спят в гнёздах из листьев и веток деревьев, которые находятся высоко над землёй, хотя их также можно встретить и на земле. В период активности мех на хвосте расправляется. Это, предположительно, отпугивает хищников.
Мышевидки проживают строго на своей территории, которую они помечают мочой или фекалиями. Площадь территорий самок составляет около 40 га, а самцов — около 100 га.
Мышевидки являются плотоядными животными. Они питаются небольшими зверьками, птицами, ящерицами, насекомыми, пауками и другими беспозвоночными.

## Размножение
Инициатива по созданию пары и выбора партнёра исходит от самки. В отличие от других сумчатых, у мышевидок отсутствуют полноценные сумки, однако перед рождением у них развиваются защищающие молодняк кожные складки с 8 сосками. После вынашивания в течение 30 дней на свет могут появиться до восьми детёнышей, которые свои первые сорок—пятьдесят дней проводят, зацепившись за соски. Через пять месяцев после рождения детёныши отлучаются от матери. Половая зрелость наступает на восьмом месяце.
Длительность жизни самцов очень короткая: после спаривания они умирают, прожив едва один год. Самки, как правило, умирают на втором году жизни. При определённых обстоятельствах они могут принести на свет второе потомство.